# CASA C-212 Aviocar
El CASA C-212 Aviocar és un avió turbohèlice produït per la companyia espanyola Construcciones Aeronáuticas S.A. tant d'ús civil com militar en rols de transport, patrulla marina i suport lleuger. Roman en servei actiu d'ençà 1971 canviant a la designació EADS CASA C-212 després de la incorporació de CASA al consorci europeu d'Airbus l'any 2000. Indonèsia també produeix una versió d'exportació sota la companyia pública Indonesian Aerospace (PT Dirgantara) antigament denominada Industri Pesawat Terbang Nusantara / Industri Pesawat Terbang Nurtanio (IPTN) amb el codi NC-212.
El 28 de desembre de 2012 es produí la 477a i última unitat dels tallers Airbus Military espanyols. La resta d'unitats foren traspassats a la Indonèsia després la signa d'un acord entre Airbus i PT Dirgantara segons el qual es comprometen a dur la producció a Bandung amb el desenvolupament d'una nova sèrie.
Aquest aparell ha suposat l'èxit internacional més gran de la indústria aeronàutica espanyola amb vora 92 operadors oficials, 31 d'ells militars i 50 companyies civils. I un total produït superior a les 587 unitats.

## Disseny

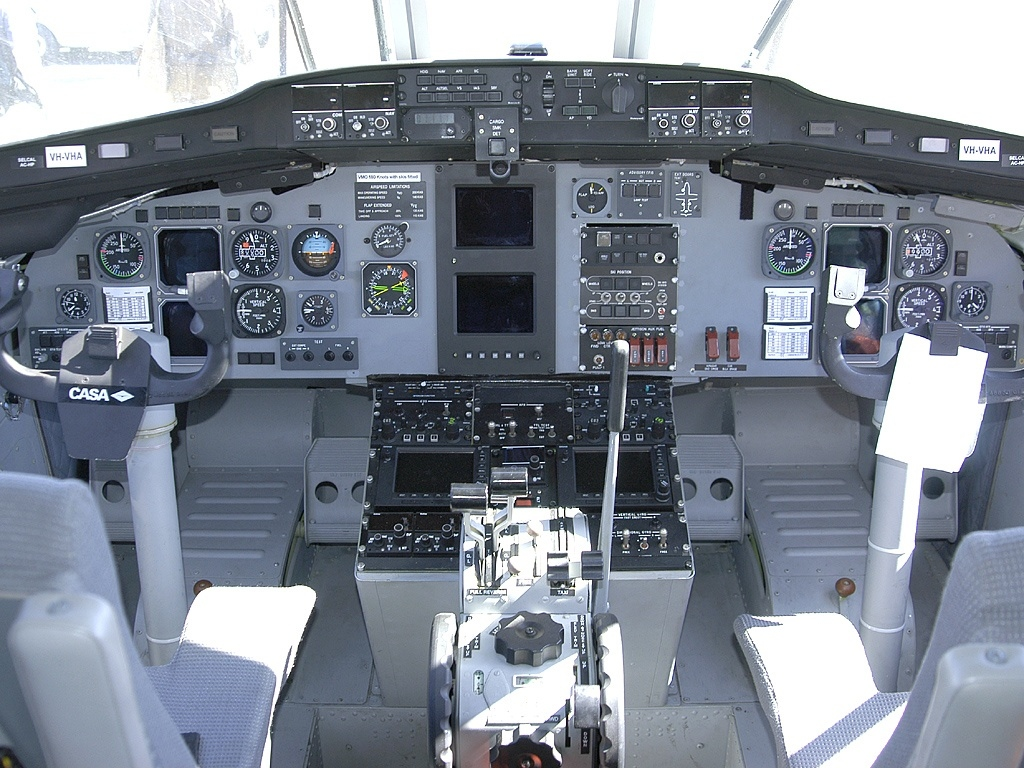
Cabina d'un C-212 300M.

EL concepte original era per un avió de càrrega bimotor i lleuger, amb motors tipus turbohèlice i alta capacitat. A més la bodega devia ser ampla (6,55 x 2,1 x 1,8 metres), de secció rectangular i de fàcil accés, motiu pel qual el conjunt de qua s'elevà per fer espai a una rampa. Aquesta pot obrir-se durant en operacions d'Airdrop. La porta lateral permet tant l'accés a cabina de pilotatge així com l'eixida de paracaigudistes. Amb l'objectiu de simplificar la construcció el tren d'aterratge es dissenyà fix i de gran resistència, òptim per operar en instal·lacions poc desenvolupades i entorns inhòspits. En general aquesta operabilitat, en addició a la capacitat STOL (short take-off and landing) i la robustesa constructiva, han assegurat molts dels contractes internacionals que ha rebut durant la seua vida activa. També es projectà l'ús dels motors Garrett (Allied Signal) TPE331-12-JR de 690 kW (925 CV) amb hèlixs metàl·liques de pas variable mantenint una bona relació potència-pes que facilitara el ràpid ascens de l'aparell.
L'aviònica interna fou concebuda tenint present la simplicitat i resistència. Així abunden els dials i aparells de mesura analògics amb redundància. No obstant això l'alta modularitat i el desenvolupament de moltes variants han provocat la modernització i especialització dels sistemes com ara monitors LCD (glass cockpit). Usuaris interessats en les capacitades de guerra electrònica o antisubmarina hi han instal·lat radars, sistemes ECM, detectors inductius de camp magnètic (MAD), gestors de sonoboies, GPS, sensors d'infrarojos i molts altres sensors especialitzats. Tot això acompanyat de sistemes de computació i automàtica per facilitar la gestió de l'avió durant les seues missions com ara FMS (flight management system), sistemes Bendix d'anàlisi i seguiment orogràfic...

## Desenvolupament

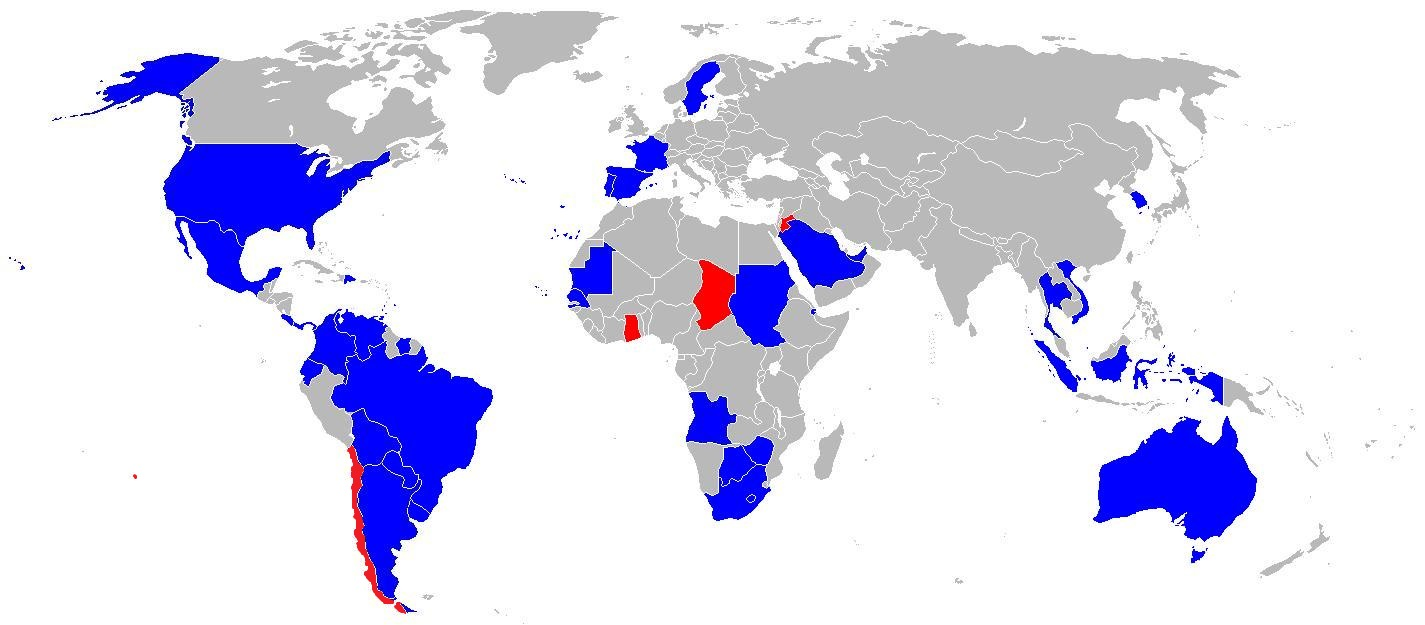
Operadors del C-212, en blau actuals i en roig històrics.

El C-212 nasqué del desig de modernitzar la flota d'avions de transport lleuger emprats per l'Exèrcit de l'Aire, fins aquell moment equipada amb aparell obsolets com ara Douglas C-47, Junkers 52 i CASA C-207. Així a l'inici de 1967, sota la direcció de Ricardo Valle, director de l'oficina de projectes de CASA, s'inicià el desenvolupament d'un aparell substitut. Els requisits de l'Exèrcit eren: rang mínim de 1.000 km amb una càrrega útil d'1 tona, operabilitat en condicions de manteniment i infraestructura de vol limitades i preu competitiu. Addicionalment CASA requerí que l'avió poguera entrar al mercat civil a la fi d'augmentar el possible marge de guanys.
El primer prototip, amb matrícula XT.12-1, s'enlairà per primera vegada el 26 de març de 1971 a la Base Aèria de Getafe pilotat pel veterà Ernesto Nienhuisen. La seua primera aparició pública fou al Saló Internacional de l'Aeronàutica i de l'Espai de París-Le Bourget en França. Anecdòticament, durant la darrera exhibició l'aparell sofrí un xoc durant l'aterrada que provocà el trencament de dos travessers d'una ala. Malgrat l'incident, l'aparell aterrà i pogué ésser reparat immediatament i roman avui en dia a l'exposició del Museu de l'Aire de Cuatro Vientos.
El segon prototip s'estrenà el 23 d'octubre de 1971 iniciant una ordre de producció en presèrie de 8 exemplars per l'Exèrcit. Amb 6 unitats servint en fotometria i la resta en adaptació de nous pilots a partir de 1974. Oficialment, el primer exemplar de producció de l'Aviocar fou finalitzat durant juliol de 1975.
Durant la seua vida s'han introduït diferents millores i revisions que han donat lloc a quatre sèries de producció diferenciades:

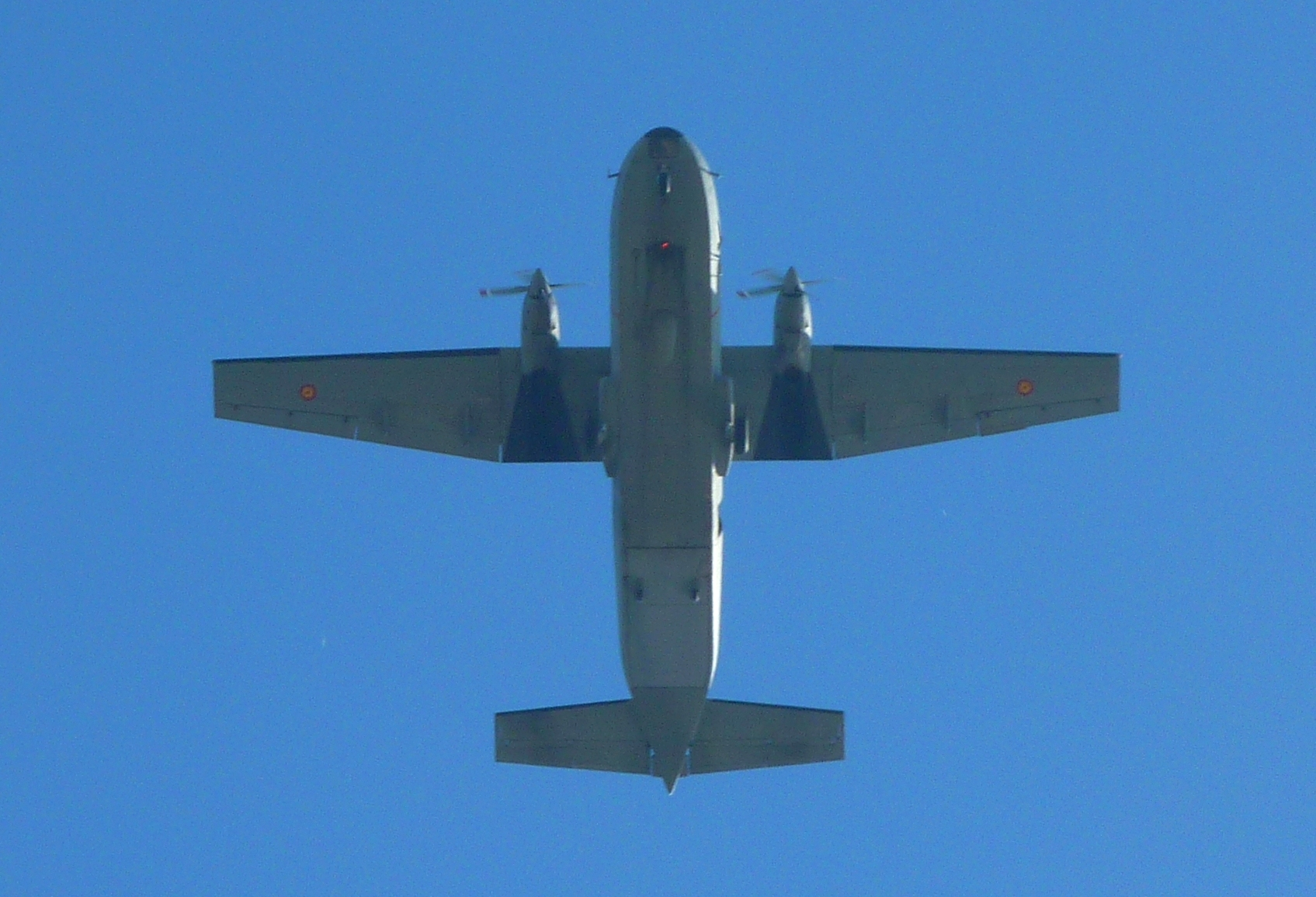
Vista ventral d'un C-212 espanyol.

### Sèrie 100
Versió inicial incloent tots els aparells amb motors de 526 kW (715 CV) i càrrega útil de 2000 kg. Inicialment encomanada per Espanya, amb 79 unitats distribuïts entre serveis de transport, entrenament i vigilància, també fou elegida per Portugal, Xile, Emirats Àrabs Units i Indonèsia. Desenvolupant variants nacionals com ara intel·ligència electrònica (ELINT) o contramesures electròniques (ECM).

### Sèrie 200
Millora que incorpora motors TPE de 662 kW (900 CV) més potents permetent fins a 7700 kg de càrrega. Aquesta sèrie s'inicia amb l'aparell 138é matriculat com ECT-103 que realitzà el primer vol el 31 de març de 1978. L'Exèrcit de l'Aire adquirí dos exemplars amb lleugeres modificacions per guerra electrònica i salvament (SAR), sent aquesta última unitat equipada amb un prominent radar AN/APS 128 davant de la cabina. La sèrie ha sigut utilitzada, a més a més d'Espanya, per Argentina, el Txad, Colòmbia, Djibouti, Emirats Àrabs, Ghana, Indonèsia, Jordània, Nicaragua, Panamà, Mèxic, Suècia, Sudan, Uruguai, Veneçuela i Zimbàbue. Desenvolupant noves versions adaptades, entre d'altres, a la lluita antidroga.
Al mercat civil l'aparell també a guanyat usuaris al món del paracaigudisme, especialment apreciada per l'alta capacitat, el ràpid ascens i l'amplària de la rampa d'eixida.

### Sèrie 300
Aquesta sèrie presenta la mateixa planta motriu que la 200 però incorpora millores constructives com ara winglets. Volà per primera vegada el setembre de 1984 iniciant-se la producció en 1987 i sent ràpidament adquirida per Angola, Argentina, Bolívia, Botswana, Xile, Colòmbia, França, Espanya (Servei de Vigilància Duanera), Lesotho, Panamà, Portugal i els Estats Units. Aquest últim, en operacions clandestines del programa Grizzlie Hunter per la interdicció d'estupefaents a l'Orient i amb base a Incirlik. A més, també ha adquirit alguns contractes civils.

### Sèrie 400
L'última sèrie s'inicià el 4 d'abril de 1997 amb el vol del primer prototip experimental equipat amb nous motors Garrett TPE331-12JR i sistemes d'aviònica avançada com instrumental EFIS, pantalles LCD i gestor de vol FMS programable. Fou adquirida per Brasil, Somàlia, Sud-àfrica, Corea del Sud, Vietnam, Argentina, Indonèsia.... A més, per qüestions d'economia, les finestres rodones foren reemplaçades per versions similars a les dels CN-235 i C-295 suprimint-se també el maleter de copilot.
Després de l'acord entre Airbus i PT Dirgantara l'any 2008, la producció europea cessà traslladant-se a Indonèsia a la fi de reduir el cost unitari. Durant aquesta etapa l'any 2013 una nova variant ha sigut creada: la NC-212i. Amb aviònica digital i pilot automàtic assistent en vol.

## Variants

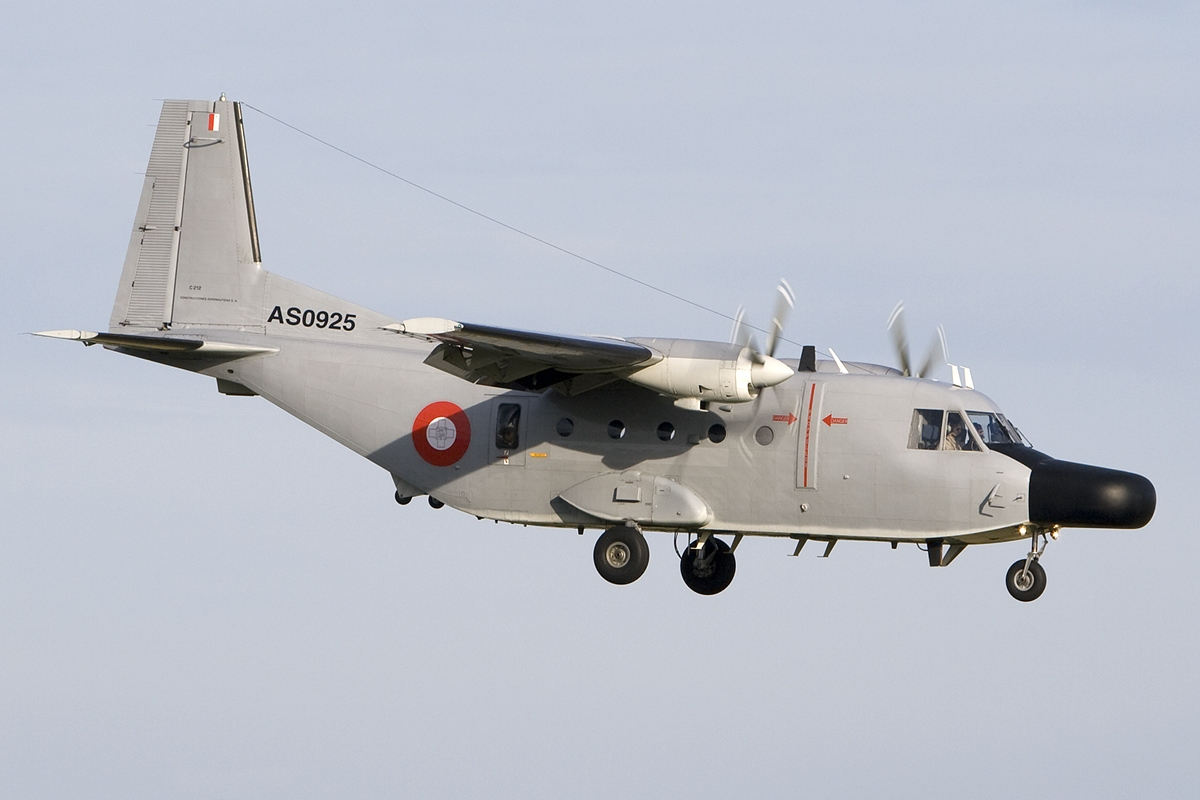
Exemplar maltès amb el radar perfectament visible.

### Sèrie 100

#### C-212A
Versió militar original encomanada per l'Exèrcit de l'Aire. També coneguda amb el sobrenom C-212-5, C-212 sèrie M o, segons el codi intern de les forces espanyoles T.12B o D.3A.

#### C-212AV
Pel transport de VIP i amb codi espanyol T.12C.

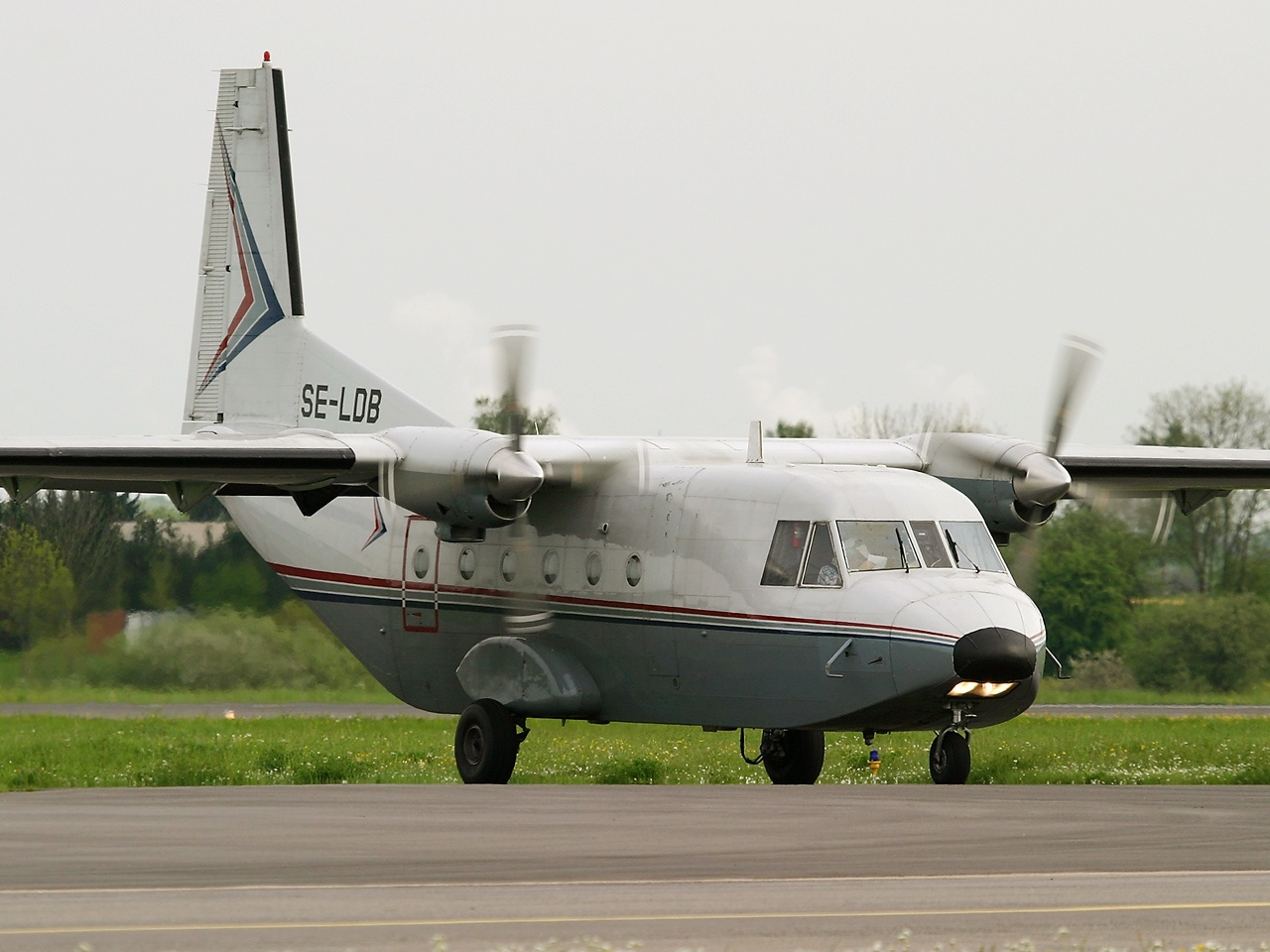
C-212 Civil durant un taxi.

#### C-212B
Modificació de la sèrie C-212A per adaptar-la al reconeixement fotogràfic. El codi de les forces armades és TR.12A.

#### C-212C
Primera versió desenvolupada pel mercat civil.

#### C-212D
Variant de la C-212A amb duplicitat de controls per servir d'entrenador. L'Exèrcit encomanà dues unitats amb el codi TE.12B.

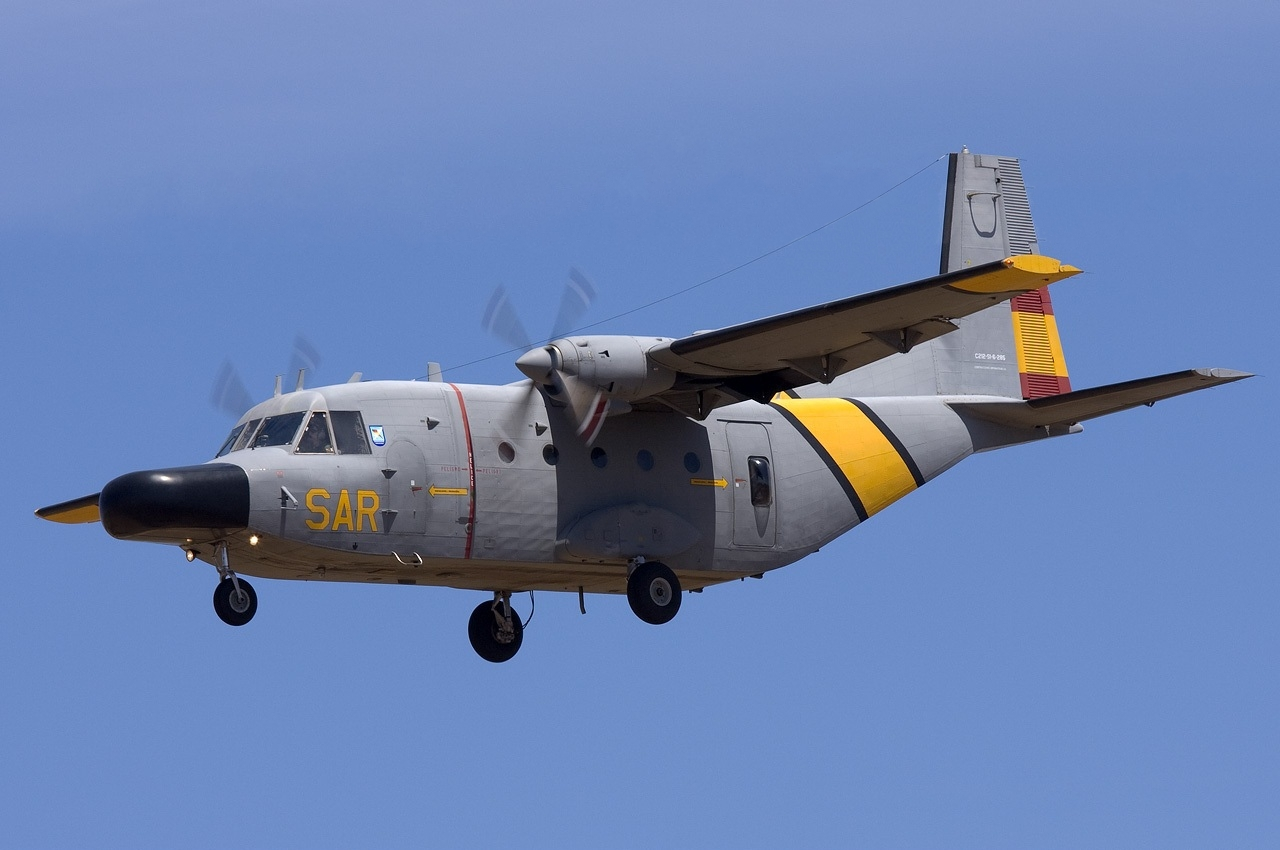
C-212 200M espanyol de Salvament Marítim aterrant a l'aeroport internacional de Malta.

### Sèrie 200

#### C-212 200M
Versió més exitosa amb contracte per 40 unitats per part d'organismes militars i civil d'arreu del món. Ha rebut diferents modificacions com ara control marítim, guerra electrònica o guerra antisubmarina. Conegut com a T.12D a Espanya i Tp 89 a Suècia.

### Sèrie 300

#### C-212 300M
Origen de sèrie enfocada al mercat militar.

#### C-212Airliner
Variant per aerolínies amb capacitat per 26 passatgers.

#### C-212Utility
Desenvolupament civil pensat pel transport de càrrega i el paracaigudisme recreatiu. Amb capacitat per 23 passatgers

#### C-212 300P
Modificació de la sèrie Utility amb motors A-65.

#### C-212 300MP
Enfocada a la patrulla marítima amb radar frontal.

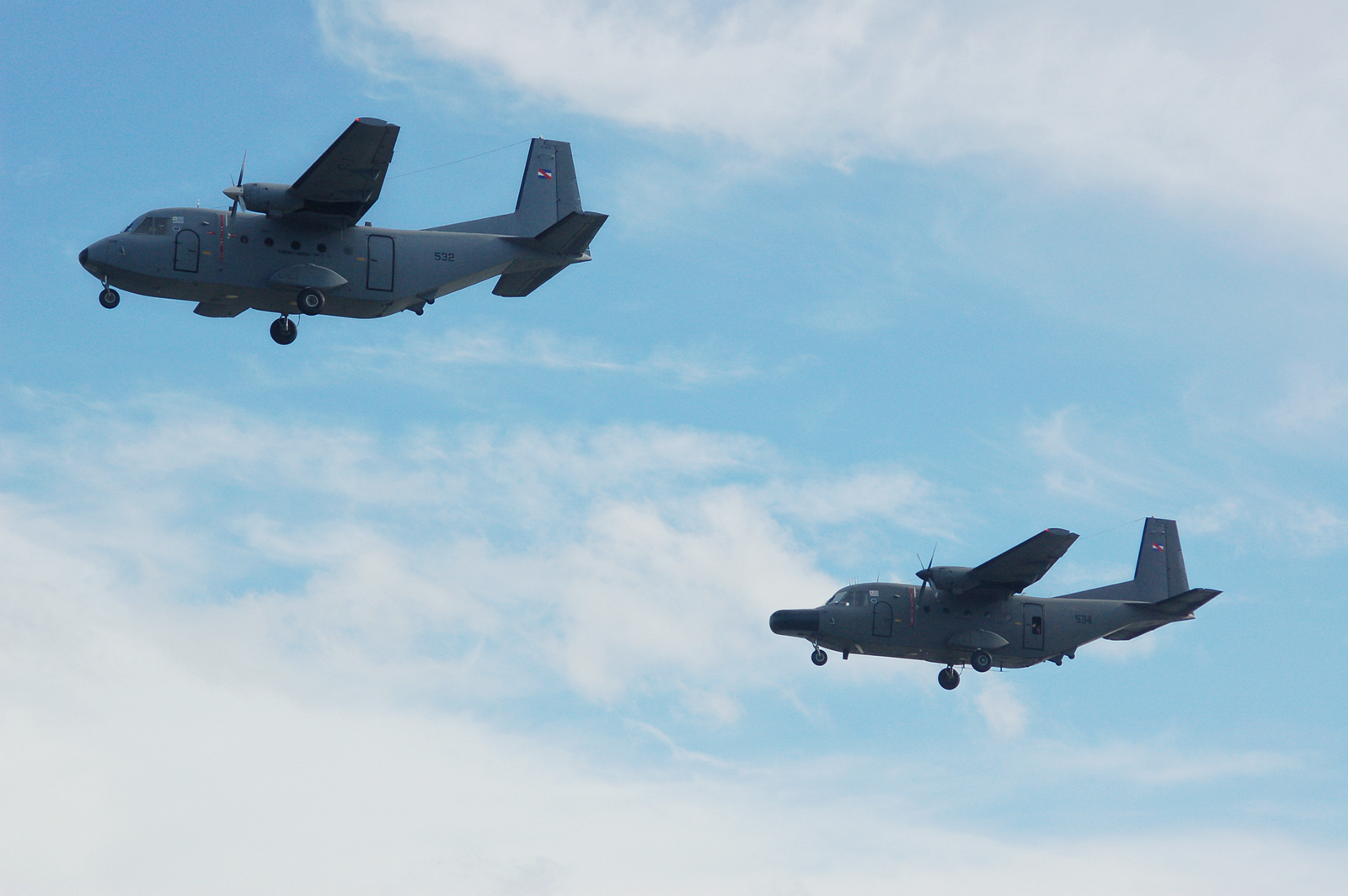
Aparells d'Uruguai. Pot apreciar-se el morro allargat de l'avió de la dreta per allotjar el radar.

### Sèrie 400

#### C-212-400
Versió amb nova planta motriu formada per dos motors Garrett TPE331-12JR i nous sistemes d'aviònica. També canvia la forma de les finestres i l'angle d'inclinació dels winglets. Adoptada per Brasil.

#### C-212-400Utility
Variant civil emprada per al transport aeri. Hereva de la sèrie 300 i adquirida per Corea del Sud i Vietnam.

#### C-212-400MP
Adaptació de l'anterior a la defensa costanera. Última versió produïda per CASA (EADS) a Europa.

#### NC-212i
Variant més avançada i produïda, sota la supervisió d'Airbus, per la companyia estatal indonèsia PT Dirgantara. Amb subvariants civils i militars, incorpora capacitat per 28 passatgers i pilot automàtic.

## Especificacions (C-212-400)

### Característiques generals
- Tripulació: 2.
- Capacitat: 2.950 kg (equivalent a 26 passatgers).
- Longitud: 16,20 m.
- Amplària: 20,28 m.
- Altura: 6,30 m.
- Superfície alar: 41 m².
- Perfil alar: NACA 65₃-218
- Aspecte: 10:1.
- Pes buit: 3.780 kg.
- Pes màxim: 8.100 kg.
- Planta motriu: 2 motors turbohèlice Garrett AiResearch TPE-331 de 690 kW cadascun.

### Rendiment
- Velocitat màxima: 370 km/h.
- Velocitat de creuer: 360 km/h.
- Velocitat de pèrdua: 145 km/h.
- Rang: 1.960 km.
- Sostre: 7.925 m.
- Ascens: 8.3 m/s.

### Armament
- Altres: 2 pilons a les ales amb capacitat de 500 kg, generalment per metralladores i tubs llançacoets.

## Incidents

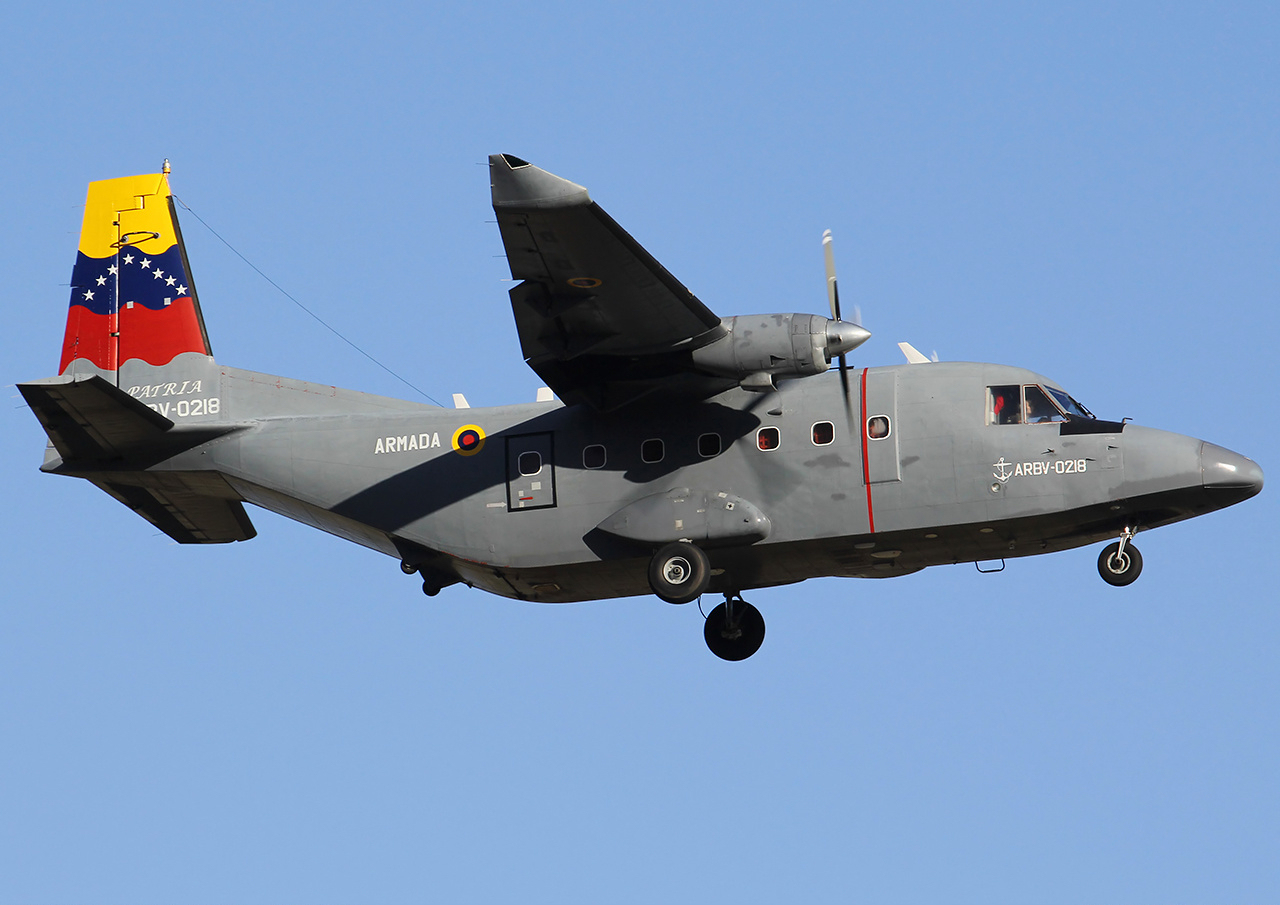
C-212 sèrie 400 de l'Armada Veneçolana.

Durant la seua llarga vida activa, l'avió a patit una sèrie important d'accidents. De 460 unitats fabricades globalment 90 han patit accidents provocant la mort de 558 ocupants. Això en dona un percentatge de sinistralitat del 19% i una supervivència en cas d'accident del 15,1%. Alguns dels casos més sonats són:
- Al 23 de gener de 1990 un C-212 de l'Armada Veneçolana amb matrícula ARV-0210 s'estavellà al poc d'enlairar-se caient sobre la urbanització d'El Juncal quilòmetre 17 (El Junquito, Distrito Federal) causant la mort de 24 persones. L'avió anava amb destí Puerto Ayacucho des de l'aeroport de Maiquetía.
- El 12 de març de 1998 un prototip pertanyent al Centro Logístico de Armamento y Experimentación (CLAEX) espanyol patí un accident sobre La Cistérniga (Valladolid) mentre completava la ruta Torrejón-Villanubla provocant la mort dels tres militars que es trobaven al seu interior.
- El 26 d'octubre de 2006 un aparell C-212MPA pertanyent al servei de guardacostes suec amb destí Falsterbo patí una fallada estructural deguda a la fatiga dels materials.
- El 2 de setembre de 2011 un C-212-300 de la Força Aèria Xilena caigué sobre la mar prop de l'Illa Robinson Crusoe durant el seu tercer intent d'aterratge. L'accident provocà la mort de 21 persones, entre les quals es trobaven les personalitats del món de la televisió Felipe Camiroaga i Roberto Bruce de TVN, membres del moviment "Desafío Levantemos Chile" destacant Felipe Cubillos, el líder; i altres personal de les Forces Armades Xilenes. La commoció dugué al govern a obrir una investigació durant la qual s'establiren les condicions climàtiques com principal causant de l'accident i es revisaren els procediments estàndard de vol durant rutes marítimes i aproximacions a pista amb vent lateral.
- El 29 de setembre de 2011 un aparell indonesi s'estavellà sobre l'illa de Sumatra en una regió muntanyosa provocant la mort de tots els seus ocupants.